# FSV Bad Orb
Der Fußball-Sport-Verein Bad Orb ist ein 1921 gegründeter Fußballverein aus Bad Orb im Main-Kinzig-Kreis in Hessen.

## Geschichte
Der Verein wurde 1921 als „Jugend-Sport-Verein Bad Orb“ gegründet und zwei Jahre später in SV Bad Orb umbenannt. 1925 konnte die Meisterschaft in der Kreisklasse C errungen werden und 1929 folgte der Aufstieg in die Kreisklasse A. Vier Jahre später wurde man hier Meister.
Nach dem Neuanfang 1945 wurde man in den TuS Bad Orb integriert, der fünf Jahre später aufgelöst wurde. Der Verein erhielt seinen aktuellen Namen FSV Bad Orb.
1955 konnte für ein Jahr in der 2. Amateurliga Frankfurt gespielt werden. In den 1960er Jahren pendelte man zwischen A-Liga und B-Liga. 1974/75 machte die Mannschaft den Aufstieg in die Bezirksklasse Frankfurt perfekt.
Das erfolgreichste Jahr war 1978. Erst gelang der Aufstieg in die Landesliga Süd und im DFB-Pokal hatte man sich für die 1. Hauptrunde qualifiziert. Gegen den damaligen Drittligisten aus der Oberliga Nord, VfL Wolfsburg, musste man sich mit 1:3 geschlagen geben.
1987 musste die Mannschaft die Landesliga wieder verlassen. Nachdem man 2013/14 aus der Kreisoberliga Gelnhausen abgestiegen war, spielte die Mannschaft fortan in der Kreisliga A Gelnhausen. Nach der errungenen Meisterschaft spielt der Verein seit der Saison 2015/16 wieder in der Kreisoberliga Gelnhausen.
Nach zwei Jahren in der höchsten Gelnhäuser Spielklasse konnte der FSV 1921 Bad Orb über die Relegation den Aufstieg in die Gruppenliga Frankfurt Ost perfekt machen.